# Canton de Brest-1
Le canton de Brest-1 est une circonscription électorale française du département du Finistère.

## Histoire
Créé au XIXe siècle, le canton de Brest-I est modifié par décret du 23 juillet 1973 réorganisant les cantons de Brest.
Il est à nouveau modifié par décret du 22 janvier 1985 créant les cantons de Brest-VIII et de Guipavas.
Le décret du 27 février 1991 supprime le canton de Brest-I ; son territoire est réparti entre les nouveaux cantons de Brest-Saint-Pierre et Brest-Plouzané.
Un nouveau découpage territorial du Finistère entre en vigueur à l'occasion des élections départementales de mars 2015, défini par le décret du 13 février 2014, en application des lois du 17 mai 2013 (loi organique 2013-402 et loi 2013-403). Les conseillers départementaux sont, à compter de ces élections, élus au scrutin majoritaire binominal mixte. Les électeurs de chaque canton élisent au Conseil départemental, nouvelle appellation du Conseil général, deux membres de sexe différent, qui se présentent en binôme de candidats. Les conseillers départementaux sont élus pour 6 ans au scrutin binominal majoritaire à deux tours, l'accès au second tour nécessitant 12,5 % des inscrits au 1er tour. En outre la totalité des conseillers départementaux est renouvelée. Ce nouveau mode de scrutin nécessite un redécoupage des cantons dont le nombre est divisé par deux avec arrondi à l'unité impaire supérieure si ce nombre n'est pas entier impair, assorti de conditions de seuils minimaux. Dans le Finistère, le nombre de cantons passe ainsi de 54 à 27. Le canton de Brest-1 est recréé par ce décret.
Le canton est entièrement inclus dans l'arrondissement de Brest. Le bureau centralisateur est situé à Brest.

## Représentation

### Conseillers d'arrondissement de Brest-1 (de 1833 à 1940)
| Période                                  | Période      | Identité                         | Étiquette                      | Qualité |
| ---------------------------------------- | ------------ | -------------------------------- | ------------------------------ | --- |
| 1833                                     | 1833         | M. Perret                        |                                | Ancien conseiller général                                                                                           |
| 1833                                     | 1845 (décès) | Charles Fleury (1773-1845)       |                                | Pharmacien de marine en retraite, maire de Brest (1832-1833 et 1835-1839)                                           |
|                                          |              |                                  |                                | |
| 1848                                     |              | Hyacinthe Martin Bizet           |                                | Propriétaire, maire de Brest de 1848 à 1865                                                                         |
|                                          |              |                                  |                                | |
| 1871                                     |              | Charles Lamarque (1830-1916)     | Républicain                    | Notaire, adjoint au maire de Brest                                                                                  |
|                                          |              |                                  |                                | |
| 1886                                     | 1895         | Jean-Charles Sanquer (1841-1898) | Républicain                    | Capitaine du Génie réformé après la guerre de 1870, négociant Adjoint au maire de Brest                             |
| 1895                                     | 1910         | Charles Lamarque                 | RG                             | Notaire à Brest, Président du Conseil d'arrondissement Président du conseil d'administration de La Dépêche de Brest |
| 1910                                     | 1912         | Ernest Philippot                 | SFIO                           | Commis à l'Arsenal de Brest                                                                                         |
| 1913                                     | 1919         | Jean Le Tréïs (1884-1970)        | SFIO                           | Surnuméraire des PTT, rédacteur en chef du Cri du Peuple, conseiller municipal de Brest                             |
| 1919                                     | 1922         | Jean Michel                      | Union républicaine             | Conseiller municipal de Brest                                                                                       |
| 1922                                     | 1928         | Raymond Joly                     | Républicain anti-collectiviste | Officier d'administration en retraite à Brest                                                                       |
| 1928                                     | 1934         | Joseph Goasdoué                  | SFIO                           | Instituteur, conseiller municipal de Brest                                                                          |
| 1934                                     | 1940         | Pierre Piriou                    | Radical                        | Pharmacien, conseiller municipal de Brest                                                                           |
| 1940                                     |              |                                  |                                | Les conseils d'arrondissement ont été suspendus par la loi du 12 octobre 1940 et n'ont jamais été réactivés         |
| Les données manquantes sont à compléter. |              |                                  |                                | |

### Conseillers généraux de 1833 à 1992
| Période | Période      | Identité                           | Étiquette    | Qualité |
| ------- | ------------ | ---------------------------------- | ------------ | --- |
| 1833    | 1842         | Pierre Chauchard (1777-1856)       |              | Armateur et négociant à Brest, juge au Tribunal de commerce                                                                |
| 1842    | 1848         | François-Victor Lettré (1781-1867) |              | Capitaine de vaisseau en retraite Maire de Brest (1839-1847)                                                               |
| 1848    | 1867 (décès) | Hyacinthe Martin Bizet (1804-1867) |              | Maire de Brest (1848-1865)                                                                                                 |
| 1867    | 1870         | Édouard Bouët-Willaumez            |              | Vice-amiral Sénateur (1865-1870)                                                                                           |
| 1871    | 1883 (décès) | Auguste Salaün-Penquer             | Républicain  | Médecin Maire de Brest (1871-1881) Président du Conseil Général                                                            |
| 1883    | 1884         | Jean-Baptiste Bellamy              |              | Président de la Chambre des notaires Maire de Brest (1881-1884)                                                            |
| 1884    | 1912 (décès) | Louis Delobeau                     | Républicain  | Avoué Sénateur (1893-1912) Maire de Brest (1884-1900 et 1908-1912) Ancien conseiller d'arrondissement du canton de Brest-3 |
| 1912    | 1913         | Ernest Philippot                   | SFIO         | Commis de marine Premier adjoint au maire de Brest, conseiller d'arrondissement                                            |
| 1913    | 1919         | Hippolyte Moign                    | Républicain  | Industriel, contrôleur général de la marine, conseiller municipal de Brest                                                 |
| 1919    | 1925         | Victor Le Gorgeu                   | RG           | Médecin à Brest |
| 1925    | 1931         | Guillaume Messager (1876-1967)     | SFIO         | Professeur au lycée de Brest Premier adjoint au maire de Brest (1919-1929 et 1945-1947)                                    |
| 1931    | 1940         | Victor Le Gorgeu                   | Rad.         | Médecin Maire de Brest (1929-1941) Sénateur (1931-1945) Sous-secrétaire d’État (1933-1934)                                 |
|         |              |                                    |              | |
| 1945    | 1951         | Emmanuel Fouyet                    | MRP          | Opérateur puis comptable Conseiller municipal (1945-1971) et adjoint au maire (1953-1971) de Brest Député (1945-1955)      |
| 1951    | 1958         | Corentine Piriou                   | RPF puis MRP | Professeur de sciences naturelles Adjointe au maire de Brest                                                               |
| 1958    | 1964         | Robert Gravot (1912-1976)          | SFIO         | Professeur Conseiller municipal de Brest                                                                                   |
| 1964    | 1970         | Louise Le Roux (1905-1986)         | CD           | Modiste, comptable, première adjointe au maire de Brest (1973-1977)                                                        |
| 1970    | 1973         | Michel de Bennetot                 | UDR puis RPR | Ingénieur Député (1968-1978) Elu en 1973 dans le Canton de Brest-3                                                         |
| 1973    | 1979         | Georges Kerdoncuff (1937-2007)     | PS           | Employé à France-Télécom Conseiller municipal de Plouzané puis de Guilers                                                  |
| 1979    | 1985         | Yvette Duval                       | PS           | Enseignante, Plouzané Elue en 1998 dans le Canton de Brest-Plouzané                                                        |
| 1985    | 1991         | Marcel Le Floc'h                   | RPR          | Conseiller municipal de Brest Elu en 1991 dans le Canton de Brest-Saint-Pierre                                             |

### Conseillers départementaux à partir de 2015
| Période élective | Période élective | Mandat         | Mandat           | Identité          | Nuance | Nuance | Qualité |
| ---------------- | ---------------- | -------------- | ---------------- | ----------------- | ------ | ------ | --- |
| 2015             | 2021             | 2015           | 2021             | Bernadette Abiven |        | PS     | adjointe au maire de Brest Déléguée à la coopération décentralisée et à la solidarité internationale                                         |
| 2015             | 2021             | 2015           | 2018 (démission) | Franck Respriget  |        | PS     | Infirmier à domicile, conseiller municipal de Brest Vice-Président du Conseil départemental                                                  |
| 2015             | 2021             | septembre 2018 | 2021             | Kévin Faure       |        | PS     | Secrétaire fédéral de la fédération PS du Finistère chargé de la communication et de l'expression militante Secrétaire de section PS à Brest |
| 2021             | 2028             | 2021           | en cours         | Kévin Faure       |        | PS     | Conseiller sortant |
| 2021             | 2028             | 2021           | en cours         | Jacqueline Héré   |        | PCF    | Fonctionnaire à la retraite, adjointe au maire de Brest chargé du quartier de Bellevue                                                       |

### Résultats détaillés

#### Élections de mars 2015
À l'issue du 1er tour des élections départementales de 2015, deux binômes sont en ballottage : Bernadette Abiven et Franck Respriget (PS, 39,11 %) et Colette Le Guen et Jean-Marie Nauche (Union de la Droite, 24,75 %). Le taux de participation est de 40,37 % (6 791 votants sur 16 823 inscrits) contre 51,11 % au niveau départementalet 50,17 % au niveau national.
Au second tour, Bernadette Abiven et Franck Respriget (PS) sont élus avec 59,76 % des suffrages exprimés et un taux de participation de 38,11 % (3 454 voix pour 6 412 votants et 16 824 inscrits).

#### Élections de juin 2021
Le premier tour des élections départementales de 2021 est marqué par un très faible taux de participation (33,26 % au niveau national). Dans le canton de Brest-1, ce taux de participation est de 26,14 % (4 236 votants sur 16 207 inscrits) contre 35,55 % au niveau départemental. À l'issue de ce premier tour, deux binômes sont en ballottage : Kévin Faure et Jacqueline Héré (Union à gauche, 30,17 %) et Fred Le Duff et Marie Sergent (Union à gauche avec des écologistes, 22,85 %).
Le second tour des élections est marqué une nouvelle fois par une abstention massive équivalente au premier tour. Les taux de participation sont de 34,36 % au niveau national, 36,76 % dans le département et 25,96 % dans le canton de Brest-1. Kévin Faure et Jacqueline Héré (Union à gauche) sont élus avec 55,36 % des suffrages exprimés (1 864 voix pour 4 208 votants et 16 211 inscrits),,. 

## Composition

### Composition de 1973 à 1985
À la suite du redécoupage de 1973, le canton de Brest-I est composé de :
- les communes de Plouzané et Guilers,
- la portion de territoire de la ville de Brest déterminée par les voies ci-après : chemin de Kervallon (du pont de Kervallon au 147 de la route de Guilers côté Nord-Ouest), route de Guilers (du numéro 147 de la route de Guilers à l'angle du prolongement futur de la rue Dupuy-de-Lôme), le prolongement de la rue Dupuy-de-Lôme, rue de Quelern (côté Ouest), rue de Roscanvel, route du Valy-Hir (du numéro 3 de la route du Valy-Hir au carrefour de la rue Bouvet), rue Bouvet (côté Ouest), rue de Kerraros (du numéro 95 de la rue Anatole-France formant angle de la rue de Kerraros au numéro 75 de la rue de Kerraros), rue Amiral-Nicol (du numéro 6 de la rue Amiral-Nicol au numéro 52 de la rue Amiral-Nicol), axe de la rue Amiral-Nicol jusqu'à la rade, de ce dernier point, le rivage de la rade vers l'Ouest jusqu'à la limite de la commune de Plouzané, à l'Ouest la limite de Plouzané, au Nord la limite de Guilers (jusqu'à la rivière Penfeld) et la rivière Penfeld (jusqu'au pont de Kervallon).

### Composition de 1985 à 1991
Le canton est réduit par le découpage de 1985, il est alors composé de :
- la commune de Plouzané,
- la portion de territoire de la commune de Brest déterminée par les limites territoriales des communes de Plouzané et de Guilers, par l'axe des voies ci-après : chemin départemental 105, boulevard Tanguy-Prigent, avenue de Tallinn, route de Guilers, rue du 19-Mars-1962, rue de Quélern, route du Valy-Hir, rue du Cuirassé-Bouvet, rue de Kéraros, rue de l'Amiral-Nicol prolongée en ligne droite jusqu'au littoral, et par le rivage de la rade de Brest jusqu'à la limite de la commune de Plouzané.

### Composition depuis 2015
| Nom                           | Code Insee | Intercommunalité | Superficie (km2) | Population (dernière pop. légale)                 | Densité (hab./km2) | Modifier                                    |
| ----------------------------- | ---------- | ---------------- | ---------------- | ------------------------------------------------- | ------------------ | ------------------------------------------- |
| Brest (bureau centralisateur) | 29019      | Brest Métropole  | 49,51            | Fraction : 32 077 (2022) Commune : 140 993 (2022) | 2 848              | modifier les données · modifier les données |
| Canton de Brest-1             | 2901       |                  |                  | 32 077 (2022)                                     |                    | modifier les données                        |

Le canton de Brest-1 comprend désormais la partie de la commune de Brest située à l'intérieur d'un périmètre défini par l'axe des voies et limites suivantes : depuis la limite territoriale de la commune de Guilers, cours de la rivière Penfeld à l'aval du pont de l'Harteloire, rue Tourville, pont de l'Harteloire, rue Portzmoguer, rue du Moulin-à-Poudre, place Albert-Ier, rue Auguste-Kerven, rue Notre-Dame-de-Bonne-Nouvelle, rue du Commandant-Sommepy, boulevard Léon-Blum, rue Jules-Lesven, rue Marcelin-Duval, rue de Kermaria, rue du Calvaire, place des FFI, rue Maryan-Descharts, rue de Bohars, rue de Kervao, route départementale 3, jusqu'à la limite territoriale de la commune de Bohars.
Il comprend les quartiers de Lambézellec et Bellevue.

## Démographie
En 2022, le canton comptait 32 077 habitants, en évolution de +2,66 % par rapport à 2016 (Finistère : +2,16 %, France hors Mayotte : +2,11 %).
| 2013   | 2018   | 2022   |
| ------ | ------ | ------ |
| 31 013 | 31 367 | 32 077 |